# 理查德·约瑟夫·戴利
理查德·约瑟夫·戴利（英語：Richard Joseph Daley，1902年5月15日—1976年12月20日）美国政治家，1955年起担任芝加哥市长，于1953年起担任库克县民主党主席，直至去世。他被称为可控制并动员美国城市“最后的大城市老板”。他是芝加哥一个强大政治家族的族长。他的儿子李察·米高·戴利也曾担任芝加哥市长，另一个儿子威廉·M·戴利曾担任美国商务部长和白宫办公厅主任。